# 音羽川 (徳島県)
音羽川（おとわがわ）は、徳島県佐那河内村を流れる吉野川水系の河川。

## 地理
佐那河内村の南西部、旭ヶ丸に水源があり、そのまま北流して園瀬川上流の右岸に合流する。
水源近くには徳島県立佐那河内村いきものふれあいの里ネイチャーセンターがあり、他にも流域には天岩戸別神社や安芸守神社がある。

## 流域の主な施設
- 徳島県立佐那河内村いきものふれあいの里
- 天岩戸別神社
- 安芸守神社